# Gonzalo Melgarejo
Gonzalo Matías Melgarejo Britos (Assunção, 17 de novembro de 2000) é um jogador de vôlei de praia paraguaio.

## Carreira
Aos quatro anos de idade deu seus primeiros chutes numa bola de futebol no Garden Club e participou dos testes para as categorias de base do Club Libertad e quando se aproximava da prova final para integrar o elenco juvenil do clube, a família teve que se mudar para a cidade de Encarnación, e nesta havia uma escola de vôlei e a modalidade era praticada por suas irmãs Paula e Camila.Além do futebol, praticou basquete, paddle e por um período o atletismo, até se dedicar ao vôlei. Já no vôlei de praia, quando tinha apenas vinte e um anos, conciliava estudos, cursou Cinesiologia e Fisioterapia, ainda chegou a ensinar voleibol no Complexo Esportivo Ediger..
Em 2017,  formou dupla com Jorge Riveros e disputaram os Jogos Bolivarianos em Santa Marta (Colômbia), depois venceram o torneio nacional Sub-21 realizado em Assunção e se classificaram para Jogos Sul-Americanos da Juventude em Santiago e nesta competição conquistaram a medalha de bronze.Com Jorge Riveros terminou na décima terceira posição na etapa de Coquimbo, quinto lugar em Cañete e oitavo lugar  na etapa de Montevideu, válidas pelo circuito sul-americano.
Com Jorge Riveros conquistou o título do qualificatório realizado em Cochabamba para os Jogos Olímpicos de Verão da Juventude, depois, terminaram na vigésima quinta posição no Campeonato Mundial Sub-19 de 2018 em Nanquim e na edição dos referidos jogos olímpicos terminaram na décima sétima posição.No ano seguinte, competiram no circuito sul-americano e terminaram na décima terceira posição em São Francisco do Sul, nono em Coquimbo e quinto em Lima, além do nono posto na edição dos Jogos Sul-Americanos de Praia de 2019 em Rosário (Argentina) e do trigésimo sétimo lugar no Campeonato Mundial de Voleibol de Praia Sub-21 de 2019 em Phuket.
Ao lado de  Jorge Riveros  em 2020, conquistando no circuito sul-americano o nono lugar na primeira etapa em Coquimbo e na segunda etapa em Lima. Em 2021, terminaram em sétimo no Finals CSV 2019-20,  também na primeira etapa de Santiago. No qualificatório para os Jogos Pan-Americanos Junior de 2021, esteve com Alejandro Garay e ocuparam a quinta posição na primeira etapa em Assunção e o bronze na  segunda etapa nesta mesma cidade. Em 2022, forma dupla com Roger Battilana, obtendo no circuito sul-americano, o nono lugar na etapa de San Juan (Argentina), o terceiro lugar em Montevidéu, o nono em Mollendo e o título em Viña del Mar,  depois esteve ao lado de Giuliano Massare e terminaram nona posição no Finals CSV 2021-22.
Com Roger Battilana disputou o Mundial de Roma 2022, quando terminaram na trigésima sétima posição; ainda estiveram juntos no circuito espanhol e terminaram na terceira posição na etapa de Ribadesella e o vice-campeonato em Madrid, novamente esteve com Giuliano Massare e terminaram em nono lugar nos Jogos Sul-Americanos de 2022 em Assunção. Iniciou o circuito sul-americano de 2023, ao lado de Roger Battilana e  terminaram na décima terceira posição em Rancagua  e prosseguiu com Giuliano Massare no quinto lugar em Río Hondo e Lima, quarto em Cayena,  nono no Finals CSV em Uberlândia, o quinto lugar nos Jogos Sul-Americanos de Praia de 2023 em Santa Marta (Colômbia) e o décimo primeiro lugar nos Jogos Pan-Americanos de 2023.Em 2023, atuou como líbero  no Deportivo Colón que conquistou o título da abertura da primeira divisão.